# Jeanne Bal
Jeanne Bal (3 de mayo de 1928-30 de abril de 1996) fue una actriz estadounidense cuyo trabajo se desarrolló principalmente en la televisión de los años sesenta.

## Biografía
Nacida en Santa Mónica (California), en la temporada televisiva de 1959-1960 Bal coprotagonizó junto a William Demarest, Murray Hamilton y Stubby Kaye la sitcom de la  NBC Love and Marriage, haciendo el papel de Pat Baker.
En 1961 trabajó con regularidad en la sitcom Bachelor Father, aunque no se mantuvo mucho tiempo en la serie. Entre sus otras actividades televisivas figuran varias actuaciones en Perry Mason, así como intervenciones como artista invitada en Bonanza, Wagon Train, y I Spy.
El que quizás fue su papel más famoso fue el de Nancy Crater en el episodio de Star Trek: la serie original titulado “The Man Trap”, el primero en ser emitido por la NBC.
Jeanne Bal falleció en Sherman Oaks, Los Ángeles, California, en 1996, unos días antes de cumplir los 68 años, a causa de un cáncer de mama metastatizado.

## Filmografía
- Matt Lincoln
  - episodio Nina
- Company of Killers (1970) ... como Patricia Cahill
- I Spy
  - episodio Happy Birthday... Everybody ... como Shirl Mathews
- Hey, Landlord
  - episodio Instant Family ... como Leslie Barton
- Star Trek: la serie original
  - episodio The Man Trap ... como Nancy Crater
- Perry Mason
  - episodio The Case of the Wrathful Wraith ... como Rosemary Welch
  - episodio The Case of the Telltale Tap ... como Vera Wynne
  - episodio The Case of the Angry Astronaut ... como Linda Carey
  - episodio The Case of the Misguided Missile ... como Helen Rand
- Karen
  - episodio Teacher's Romance ... como Georgia Grey
- El fugitivo
  - episodio Tiger Left, Tiger Right ... como Laura Pryor
- Mr. Novak ... Assistant Vice Principal Jean Pagano (1963–1964)
- Wagon Train
  - episodio Alias Bill Hawks ... como Alice Wells
- Bonanza
  - episodio The Saga of Whizzer McGee ... como Melissa
- The Dick Powell Show
  - episodio The Third Side of the Coin ... como Miriam Kent
- Tales of Wells Fargo
  - episodio Remember the Yazoo ... como Annette Decatur
- Bachelor Father ... como Suzanne Collins (1961)
- Checkmate
  - episodio State of Shock ... como Yvonne Lurie
- Route 66
  - episodio An Effigy in Snow ... como Penny Foster
- Thriller, de Boris Karloff
  - episodio Papa Benjamin ... como Judy Wilson
- Riverboat
  - episodio Listen to the Nightingale ... como Julie Lang
- Letter to Loretta ... Como ella misma/Presentadora (1960) (Versión de NBC Playhouse)
- Diagnosis: Unknown
  - episodio The Parasite ... como Dorothy Gordon